# Hadum-Moschee

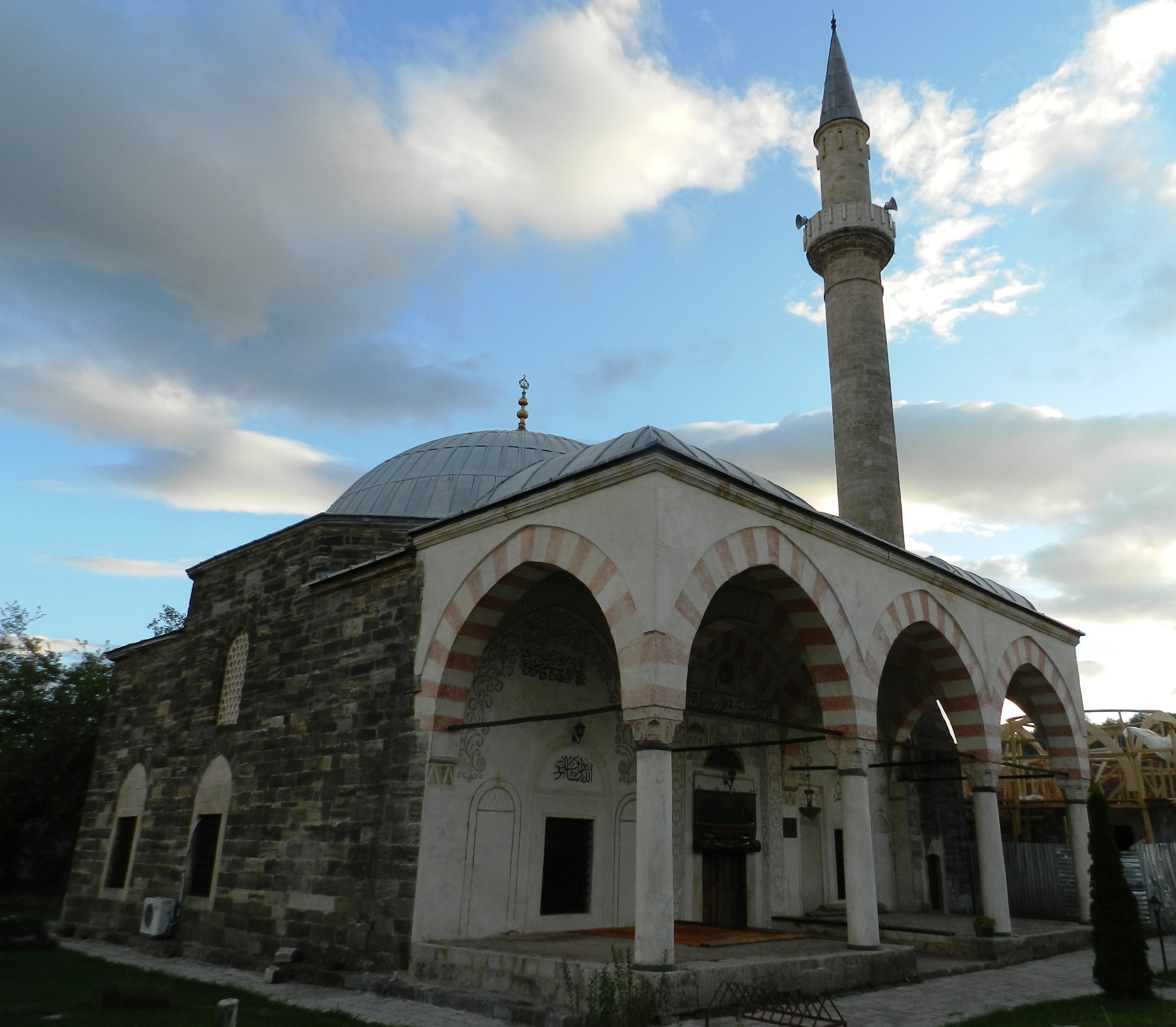
Vorderansicht der Hadum-Moschee

Die Hadum-Moschee (albanisch Xhamia e Hadumit, serbisch Хадум џамија Hadum džamija) oder Chadim-Moschee (Xhamia Hadëm) ist eine 1592 erbaute historische osmanische Moschee im alten Basar der kosovarischen Stadt Đakovica. Sie gilt als architektonisches Unikat im Kosovo.

## Baugeschichte

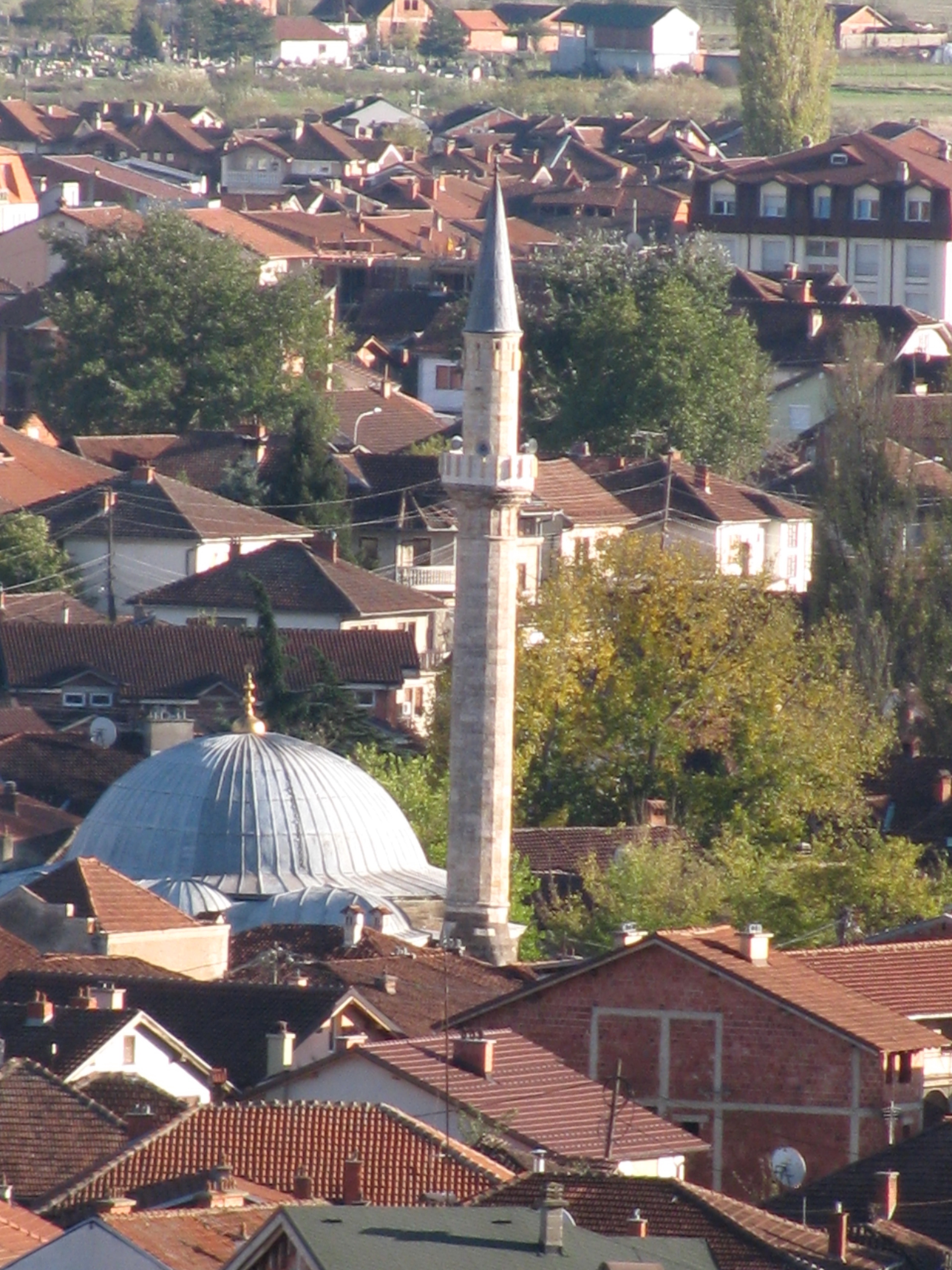
Kuppel und Minarett

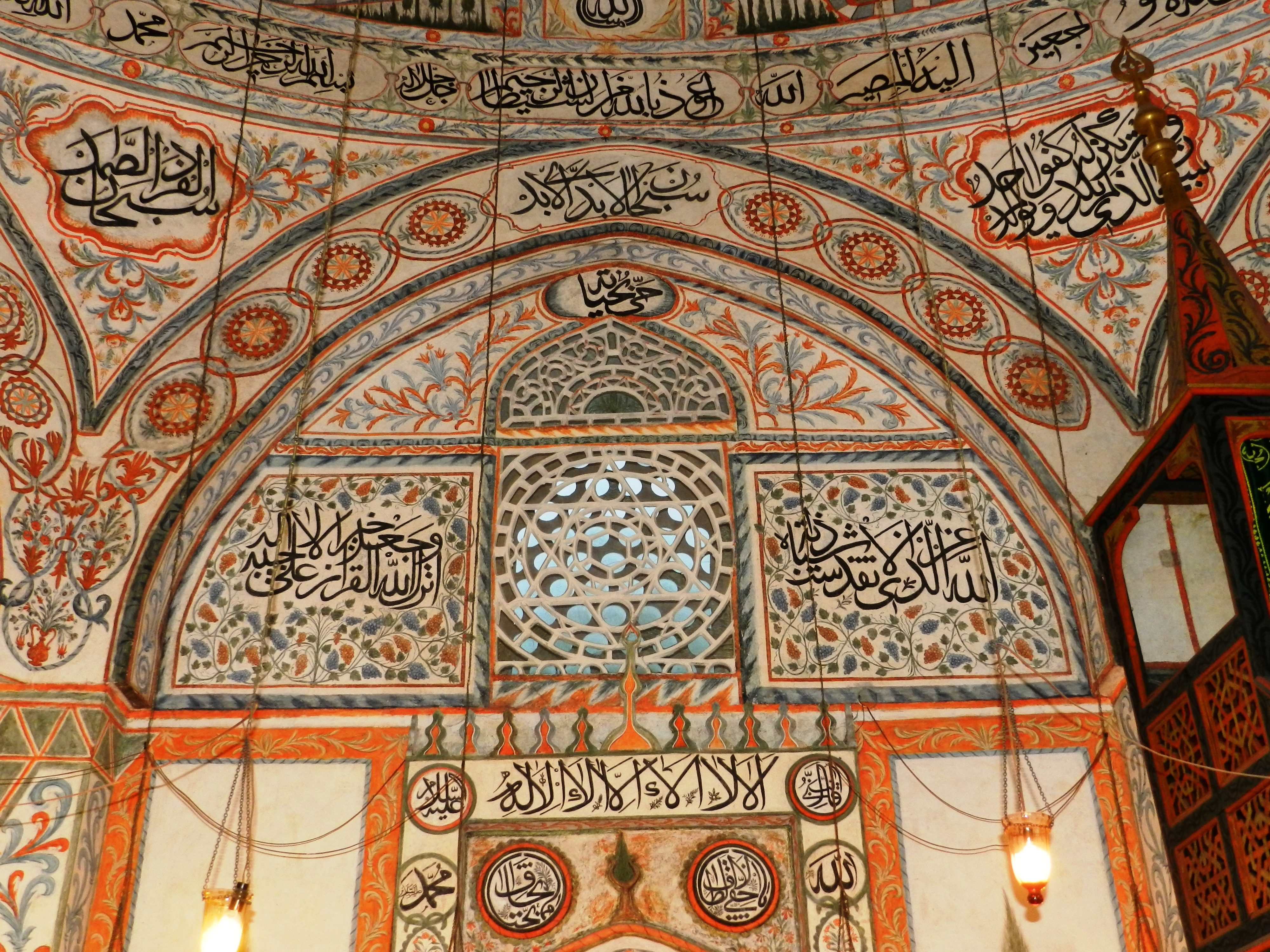
Verzierungen am Fenster in der Halle

Die Moschee wurde von Sylejman Efendia (Soliman Aga Bizeban), dem aus Guska bei der Stadt Gjakova stammenden Haremswächter des Sultans Murad III., errichtet. Hadum bedeutet Diener bzw. Eunuch, und Sylejman Efendia diente als Eunuch im Topkapı-Palast. Die Moschee errichtete er nach seiner Rückkehr aus Konstantinopel zeitgleich mit einer Schule auf dem Gelände von Jakë Vula; die heutige Stadt Gjakova entwickelte sich aus diesen beiden Bauwerken heraus. Im 18. Jahrhundert wurde der Moschee eine Bibliothek hinzugefügt, und im 19. Jahrhundert erhielt die Moschee ihre einzigartige Dekorierung mit osmanischer Kalligrafie und floralen Elementen (Arabesken).
Im Zweiten Weltkrieg wurde der Hamam des Komplexes zerstört, die größten Schäden entstanden jedoch während des Kosovokrieges 1999, als am Abend der NATO-Intervention in Jugoslawien serbische Paramilitärs und Polizisten den Moscheekomplex in Brand steckten und das Minarett niederrissen. Die jahrhundertealte Manuskripte enthaltende historische Bibliothek, in der die Geschichte der Hadum-Moschee archiviert war, wurde zusammen mit dem hölzernen Portikus niedergebrannt.
Bei einer unprofessionellen „Renovierung“ des Joint Relief Committee aus Saudi-Arabien wurden die beschädigte Bibliothek der Moschee und die historische Medrese (Religionsschule) im Jahre 2000 mit Bulldozern zerstört und beseitigt. Von 2003 bis 2005 wurde die Hadum-Moschee von der Organisation Cultural Heritage Without Borders (Kulturerbe ohne Grenzen) mit Unterstützung der US-amerikanischen Packard Foundation restauriert; mithilfe der UNESCO restaurierte sie für 115.000 € 2008 bis 2009 auch die alten Wandmalereien.

## Aufbau
Die auf einem rechteckigen Plan im traditionellen Stile des Mimar Sinan errichtete Hadum-Moschee hat ein Minarett und eine große Kuppel, die 13,5 Meter hoch ist – zusätzlich zur Gebetshalle, die 12,6 Meter Höhe aufweist. Sie hat elf Spitzbogenfenster, die teilweise mit Davidsternen dekoriert sind. Die Gebetsnische (mihrapi) befindet sich an der Südwestseite, und die Kanzel (mimberi) ist aus Holz, ebenso wie der mehfili, die Empore für Frauen an der Nordwestseite, die von Holzsäulen gestützt wird und über die Treppenstufen des Minaretts erreicht werden kann. Die hajat genannte Vorhalle hat drei Wölbungen nach oben. Das 31 Meter hohe Minarett hat eine Bleistiftspitze, ihre Scherefe (Balkon) besteht aus wenigen Reihen von Gestein.
Eine Besonderheit der Moschee sind die Schallschläuche an den Ecken, die eine besondere Akustik hervorrufen, und die vielen Verzierungen durch geometrische Formen und Koranzitate-Inschriften, die als islamo-albanischer Barock betrachtet werden.